# Bob Fowler
Robert Arthur Fowler, detto Bob (Trinity, 18 settembre 1882 – Medford, 8 ottobre 1957), è stato un maratoneta statunitense, soprannominato "The Ancient Marathoner".

## Biografia
Fowler nacque nel futuro dominion di Terranova, dal quale emigrò con la sua famiglia per raggiungere Boston nel 1898. Ottenne la cittadinanza statunitense il 16 settembre 1907 e, per questo motivo, molte fonti lo considerano come il primo e unico rappresentante del Dominion di Terranova ai Giochi olimpici.
Fowler prese parte alle maratone dei Giochi olimpici di Saint Louis 1904 e dei Giochi olimpici intermedi ad Atene 1906. In entrambe le maratone si ritirò.
Fowler partecipò quattro volte alla maratona di Boston. I migliori risultati che riuscì ad ottenere in questo storico evento furono il terzo posto nel 1905, dietro Frederick Lorz e Louis Marks, e il secondo posto nel 1907, alle spalle del canadese Tom Longboat.
Il 1º gennaio 1909, alla maratona di Yonkers fece segnare il record mondiale della maratona maschile con un tempo di 2 ore, 52 minuti e 45 secondi. Il suo record resistette fino al 12 febbraio 1909.